# Cremnoconchus globulus
Cremnoconchus globulus is een slakkensoort uit de familie van de Littorinidae. De wetenschappelijke naam van de soort is voor het eerst geldig gepubliceerd in 2013 door Reid, Aravind & Madhyastha.